# Kärntner Landesrechnungshof
Der Kärntner Landesrechnungshof ist eine unabhängige Kontrolleinrichtung des österreichischen Bundeslandes Kärnten und wurde 1997 gegründet. Davor führte das Kontrollamt diese Tätigkeit aus. Der Kärntner Landesrechnungshof soll Optimierungs- und Einsparungspotentiale in Verwaltungsstrukturen aufzeigen und Verbesserungsvorschläge und Lösungsansätze für Politik und Verwaltung liefern. Damit trägt er zu einer effizienteren Verwendung von öffentlichen Geldern bei und schafft Transparenz für die Steuerzahler.

## Gesetzliche Grundlagen
Die verfassungsrechtliche Grundlage des Kärntner Landesrechnungshofs hat der Kärntner Landtag im Jahr 1996 geschaffen. Die Artikel 70, 70a und 71 der Kärntner Landesverfassung enthalten wesentliche Bestimmungen zur Errichtung und zu den Aufgaben des Landesrechnungshofs. Genauere Regelungen enthält das Kärntner Landesrechnungshofgesetz von 1996. Neben der Organisation und den Aufgaben des Landesrechnungshofs regelt das Gesetz das Prüfungsverfahren und die Befugnisse. Einzelne Bestimmungen im Zusammenhang mit dem Landesrechnungshof sind auch in der Geschäftsordnung des Kärntner Landtags enthalten.

## Aufgaben
Der Kärntner Landesrechnungshof überprüft die öffentliche Verwaltung in Kärnten auf Sparsamkeit, Wirtschaftlichkeit, Zweckmäßigkeit, ziffernmäßige Richtigkeit und Übereinstimmung mit Rechtsvorschriften.
Der Landesrechnungshof überprüft:
- das Land Kärnten
- Fonds, Stiftungen, Anstalten und sonstige Einrichtungen des Landes Kärnten
- Unternehmen, an denen das Land Kärnten zu mindestens 25 Prozent beteiligt ist
- Kärntner Gemeinden mit weniger als 10.000 Einwohnern sowie deren Stiftungen, Fonds und Anstalten
- Unternehmen, an denen Kärntner Gemeinden mit weniger als 10.000 Einwohnern zu mindestens 50 Prozent beteiligt sind

Folgende Bereiche darf der Kärntner Landesrechnungshof nur auf Prüfauftrag überprüfen, wobei diese Prüfaufträge auf maximal vier pro Jahr beschränkt sind (zwei vom Landtag und zwei von der Landesregierung):
- Kärntner Gemeinden mit mindestens 10.000 Einwohnern sowie deren Fonds, Stiftungen und Anstalten
- Unternehmen, an denen Kärntner Gemeinden mit mindestens 10.000 Einwohnern zu mindestens 50 Prozent beteiligt sind

Gesetzlich vorgeschriebene Prüfungen durch den Kärntner Landesrechnungshof:
- Überprüfung von Großvorhaben des Landes Kärnten: Großvorhaben sind Bauten oder Anschaffungen, deren Gesamtkosten höher sind als 2 Promille der Gesamtausgaben des aktuellen Landesbudgets.
- Überprüfung des Rechnungsabschlusses des Landes Kärnten[4]

## Prüfungsablauf
Der Kärntner Landesrechnungshof wählt als unabhängige Kontrolleinrichtung seine Prüfthemen, mit Fokus auf Bereiche, bei denen er großes Verbesserungs- und Einsparungspotential vermutet. Der Landtag, der Kontrollausschuss des Landtags und die Landesregierung können dem Landesrechnungshof Prüfaufträge erteilen. Von Gesetz wegen muss der Landesrechnungshof den Rechnungsabschluss des Landes und Großvorhaben überprüfen.
Ein drei- bis fünfköpfiges Prüfteam recherchiert zum Prüfthema, sammelt Informationen und macht sich mit Studien sowie relevanten Gesetzen vertraut. Der Landesrechnungshof fordert Unterlagen von der geprüften Stelle an oder nimmt vor Ort bei der geprüften Stelle Einsicht. Die Prüfer führen Gespräche mit der geprüften Stelle und werten Zahlen und Statistiken aus.
Die Ergebnisse schreibt das Prüfteam in einem Bericht nieder, äußert Kritik und spricht Empfehlungen aus. Das vorläufige Ergebnis des Berichts übermittelt der Landesrechnungshof an die geprüfte Stelle und die Landesregierung.
Die geprüfte Stelle kann nun auf Feststellungen und Kritik des Landesrechnungshofs reagieren und eine Stellungnahme dazu abgeben. Bei der Überprüfung des Landesrechnungsabschlusses und von Großvorhaben ist allerdings keine Stellungnahme vorgesehen. Deswegen gibt es bei diesen Prüfungen auch kein vorläufiges Ergebnis.
Die Prüfer arbeiten die Stellungnahme der geprüften Stelle in den Bericht ein und ergänzen unter Umständen eine Gegenäußerung des Landesrechnungshofs. Der fertige Bericht wird an den Kontrollausschuss, die Landesregierung und die geprüfte Stelle übermittelt. Eine Woche später veröffentlicht der Landesrechnungshof den Prüfbericht auf seiner Website. Der Bericht wird im Kontrollausschuss und anschließend im Landtag behandelt und beschlossen. Von nun an liegt es an der Politik und Verwaltung, die Empfehlungen des Landesrechnungshofs umzusetzen.

## Organisation
Die Leitung des Kärntner Landesrechnungshofs obliegt dem Direktor. Der Kärntner Landtag bestellte im Jahr 2014 Günter Bauer einstimmig zum Direktor des Kärntner Landesrechnungshofs. Mit Jahresbeginn 2015 nahm er seine Tätigkeit auf. Die Amtsperiode des Leiters beträgt zehn Jahre. Eine einmalige Wiederbestellung auf weitere zehn Jahre ist zulässig.
Die innere Struktur des Kärntner Landesrechnungshofs ist nach den Grundsätzen einer Projektorganisation aufgebaut. Gruppenleiter sind für die Themenbereiche zuständig. Die Prüfer sind in Betriebswirtschaft, Rechtswissenschaften und Bauingenieurwesen ausgebildet.

## Kooperation und Weiterbildung
Alle österreichischen Bundesländer haben eigenständige, unabhängige Landesrechnungshöfe. Die Landesrechnungshofdirektoren treffen sich gemeinsam mit der Präsidentin des Österreichischen Rechnungshofs zu regelmäßigen Konferenzen. Bei diesen Konferenzen werden die Prüfprogramme untereinander abgestimmt und gemeinsame Prüfprojekte koordiniert. Um die Vernetzung und Kooperation zu stärken, unterzeichneten alle acht Landesrechnungshöfe, der Stadtrechnungshof Wien sowie der Rechnungshof Österreich im Jahr 2019 die Vorarlberger Vereinbarung.
Die Prüfer des Kärntner Landesrechnungshofs absolvieren in den ersten Jahren ihrer Tätigkeit neben der Grundausbildung für Landesbedienstete den Lehrgang zum „Akademischen Rechnungshofprüfer“. Dieser Lehrgang wurde auf Initiative der österreichischen Rechnungshöfe ins Leben gerufen und findet an der Wirtschaftsuniversität Wien statt.

## Geschichte
Bereits im Spätmittelalter kontrollierten Gegenschreiber die öffentlichen Ausgaben in Kärnten. In der Habsburgermonarchie übernahm die Hofrechenkammer diese Aufgabe. 1929 wurde dafür ein Kontrollamt gegründet. Bereits nach zwei Jahren wurde das Kontrollamt wieder abgeschafft und erst in der Zweiten Republik 1956 erneut ins Leben gerufen. Die Kärntner Landesverfassung von 1974 sah die Einrichtung eines Kontrollausschusses vor, um die Berichte des Kontrollamts zu behandeln. 1977 wurde ein Gesetz über das Kontrollamt beschlossen, das die externe Finanzkontrolle des Landes regelte.
Reformbestrebungen in den 90er-Jahren führten zu einer Novellierung der Kärntner Landesverfassung. In diesem Rahmen beschloss der Kärntner Landtag 1996 das Kärntner Landesrechnungshofgesetz. Der Landesrechnungshof übernahm 1997 die Aufgaben des Kontrollamts. Kärnten hatte somit als drittes Bundesland in Österreich nach der Steiermark und Salzburg einen Landesrechnungshof.
2012 änderte der Landtag das Kärntner Landesrechnungshofgesetz. Seitdem hat der Direktor Diensthoheit und darf seine Mitarbeiter selbst auswählen, um die Unabhängigkeit zu stärken. Durch eine Gesetzesänderung im Jahr 2012 kann der Landesrechnungshof auch Unternehmungen von Gemeinden prüfen.
Seit März 2018 kann der Kärntner Landesrechnungshof auch die 125 Kärntner Gemeinden mit weniger als 10.000 Einwohnern prüfen. Das beschloss der Kärntner Landtag im Jahr 2017 im Rahmen der Verfassungsreform. Seitdem darf der Landesrechnungshof seine Prüfberichte bereits eine Woche nach Übermittlung an den Kontrollausschuss veröffentlichen. Davor mussten die Prüfberichte zuerst im Kontrollausschuss behandelt und beschlossen werden, bevor sie öffentlich waren. Seit der Verfassungsreform kann der Direktor des Landesrechnungshofs bei Landtagssitzungen auf Anfrage zu Prüfberichten sprechen.

## Direktoren
- Günter Bauer (seit 2015)
- Heinrich Reithofer (2000 bis 2015)
- Harald Gutmann (1997 bis 2000)